# Maurice Parry
Maurice Pryce Parry (* 7. November 1877 in Trefonen; † 24. März 1935 in Bootle) war ein walisischer Fußballspieler und -trainer. Der rechte Außenläufer gewann mit dem FC Liverpool in den Jahren 1901 und 1906 die ersten beiden englischen Meisterschaften in der Vereinsgeschichte.

## Sportlicher Werdegang
Parry wurde unweit der walisischen Grenze im englischen Ort Trefonen geboren und als er in der naheliegenden Stadt Oswestry zur Schule ging, erlernte er dort das Fußballspielen. Er zeigte sich dabei derart talentiert, dass er häufiger in den Auswahlmannschaften stand. Der Weg in den Profifußball ging zunächst über Vereine wie Newton AFC, den Long Eaton Rangers und Oswestry United. Dazu war er kurzzeitig im Jahr 1897 bei Nottingham Forest beschäftigt. Erster Meilenstein war sein Wechsel in der Saison 1898/99 zum Zweitligisten Leicester Fosse. Diesem war ein Umzug nach Leicester verbunden gewesen und Parry hatte ursprünglich eine Ingenieurstätigkeit in der Stadt aufnehmen wollen. Nach einem ersten (aber einzigen) Meisterschaftseinsatz für Leicester kam er regelmäßig im Jahr 1899 beim Ligakonkurrenten Loughborough Town zum Einsatz. In der Spielzeit 1899/1900 etablierte er sich dann als rechter Außenläufer für Brighton United in der Southern League, bevor er im August 1900 beim Erstligisten FC Liverpool anheuerte.
In den ersten beiden Jahren kam Parry für die „Reds“ zunächst nur sporadisch zum Einsatz und absolvierte insgesamt 20 Pflichtspiele. Dabei war er jedoch Teil der Mannschaft, die in der Saison 1900/01 die englische Meisterschaft gewann. Obwohl er auf der englischen Seite der Grenze zu Wales geboren worden war, hatte er sich dabei schon in den Fokus der walisischen Nationalmannschaft gespielt und am 2. März 1901 gegen Schottland (1:1) debütiert. Er sammelte bis ins Jahr 1909 hinein insgesamt 16 A-Länderspiele an (oft an der Seite von bekannten Akteuren wie Billy Meredith und Bobby Atherton) und auch in Liverpool war Parry ab der Saison 1902/03 eine feste Größe auf der rechten, defensiven Halbposition. Nach dem zwischenzeitlichen Abstieg in der Spielzeit 1903/04 steuerte er 30 Einsätze zum direkten Wiederaufstieg im Jahr darauf bei. Er war nunmehr eine feste Größe in der Mannschaft, zeigte sich vor allem beständig in seinen Leistungen und offenbarte Stärken in der Balleroberung. Er gewann 1906 mit Liverpool erneut die englische Meisterschaft und verpasste dabei nur 2 von 38 Ligaspielen. In den folgenden drei Jahren absolvierte er im Schnitt 20 Meisterschaftspartien und verließ den Klub im Mai 1909 in Richtung des schottischen Erstligisten Partick Thistle – kurz darauf folgte ihm sein Liverpooler Mitspieler Alex Raisbeck. Zwischen 1911 und 1913 arbeitete Parry als Trainer in Südafrika und kehrte dann in seine Heimatstadt Oswestry zurück.
Während des Ersten Weltkriegs diente er als Second Lieutenant an der südwalisischen Grenze sowie auf der griechischen Insel Limnos. Parry war dazu musikalisch sehr begabt – unter anderem als Orgelspieler und Sänger – und sehr beliebt bei den Soldaten und fand nach den Kampfhandlungen seine neuen Aufgaben in der fußballerischen Trainings- und Entwicklungsarbeit. Hier arbeitete er in der Heimat als Hauptverantwortlicher ab 1921 für Rotherham County und bot seine Dienste auf dem europäischen Festland an. Er assistierte Alf Spouncer beim FC Barcelona, arbeitete für den DFC Prag und zwischen März 1925 und März 1926 in Deutschland für Eintracht Frankfurt. Später soll er noch in Köln und auf den Kanalinseln beschäftigt gewesen sein und darüber hinaus bei „seinem“ FC Liverpool.
Parry verstarb im März 1935 im Alter von 57 Jahren an den Folgen seiner chronischen Bronchitis – mutmaßlich mit dafür verantwortlich waren Langzeitschäden durch das Einatmen von Giftgas während des Ersten Weltkriegs gewesen. Sein Sohn Frank Parry bestritt in den 1920er Jahren 118 Partien in der Football League, den Großteil für Accrington Stanley.

## Titel/Auszeichnungen
- Englischer Fußballmeister (1): 1906